# Браћа (филм из 2009)
Браћа (енгл. Brothers) је амерички психолошки трилер из 2009. године, у режији Џима Шеридана, по сценарију Дејвида Бениофа. Римејк је истоименог данског филма из 2004. године, а прати капетана Сема Кахила (Тоби Магвајер), наводно мртвог ратног заробљеника у Авганистану који се суочава са екстремним посттрауматским стресним поремећајем док се реинтегрише у друштво након што је пуштен из заточеништва. Џејк Џиленхол тумачи Семовог брата, а Натали Портман супругу. Инспирисан је Хомеровом Одисејом.
Приказан је 4. децембра 2009. године. Добио је помешане рецензије критичара и зарадио 43 милиона долара. Међутим, глума Магвајера је добила изузетно позитивне критике, те је био номинован за Златни глобус за најбољег главног глумца у играном филму (драма).

## Радња
Када Сем нестане током рата у Авганистану, његова породица суочава се с безнадежном празнином. Томи покушава да испуни ту празнину преузимајући улогу свог брата и проналазећи у себи нови осећај одговорности, док се зближава са Семовом супругом. Уз осећај привлачности, обоје почиње да мучи и осећај кривице. Тај осећај постаје још јачи када се преживели Сем изненада врати кући и суочи с променама које су се десиле у његовом одсуству.

## Улоге
| Глумац               | Улога         |
| -------------------- | ------------- |
| Тоби Магвајер        | Сем Кахил     |
| Џејк Џиленхол        | Томи Кахил    |
| Натали Портман       | Грејс Кахил   |
| Сем Шепард           | Хенк Кахил    |
| Маре Винингам        | Елси Кахил    |
| Бејли Медисон        | Изабел Кахил  |
| Тејлор Гир           | Меги Кахил    |
| Патрик Флугер        | Џо Вилис      |
| Кери Малиган         | Кеси Вилис    |
| Клифтон Колинс Млађи | мајор Кавазос |
| Џени Вејд            | Тина          |
| Омид Абтахи          | Јусуф         |
| Навид Негабан        | Мурад         |
| Енајат Делавари      | Ахмед         |
| Итан Сапли           | Свини         |
| Арон Шивер           | Еј-Џеј        |
| Реј Пруит            | Овен          |